# Мешвиц
Ме́швиц или Ме́шицы (нем. Meschwitz; в.-луж. Mješicyо файле) — деревня в Верхней Лужице, Германия. Входит в состав коммуны Хохкирх района Баутцен в земле Саксония. Подчиняется административному округу Дрезден.

## География
Располагается у подножия холма Чорнебох (Czorneboh, Čornobóh, 555 м.).
Соседние населённые пункты: на севере — деревня Требеньца, на северо-востоке — административный центр коммуны Хохкирх, на юго-востоке — деревня Вуежк-под-Чорнобогом, на юго-западе — деревня Рахлов-под-Чорнобогом коммуны Кубшюц и на северо-западе — деревня Соврецы.

## История
Впервые упоминается в 1315 году под наименованием Meshewicz.
С 1935 по 1973 года входила в коммуну Вюшке. С 1973 года входит в современную коммуну Хохкирх.
В настоящее время деревня входит в состав культурно-территориальной автономии «Лужицкая поселенческая область», на территории которой действуют законодательные акты земель Саксонии и Бранденбурга, содействующие сохранению лужицких языков и культуры лужичан.
Исторические немецкие наименования
- Meshewicz, 1315
- Messicz, 1400
- Meschicz, 1443
- Messch(e)wicz, 1467
- Meschwitz, 1791

## Население
Официальным языком в населённом пункте, помимо немецкого, является также верхнелужицкий язык.
Согласно статистическому сочинению «Dodawki k statisticy a etnografiji łužickich Serbow» Арношта Муки в 1884 году в деревне проживало 267 человек (из них — 250 серболужичан (94 %)).
Лужицкий демограф Арношт Черник в своём сочинении «Die Entwicklung der sorbischen Bevölkerung» указывает, что в 1956 году при общей численности в 553 человека серболужицкое население деревни составляло 55,9 % (из них верхнелужицким языком владело 232 взрослых и 77 несовершеннолетних).
| 1834 | 1871 | 1890 | 1910 | 1925 | 1939 | 1946 | 1950 | 1964 |
| ---- | ---- | ---- | ---- | ---- | ---- | ---- | ---- | ---- |
| 238  | 250  | 263  | 243  | 239  | 393  | 497  | 553  | 534  |

## Известные жители и уроженцы
- Ян Вавер (1672—1728) — лютеранский священнослужитель и серболужицкий культурный делатель, один из четырёх переводчиков первого полного перевода Библии на верхнелужицкий язык